# حجة عدم الإيمان
حجة عدم الإيمان (بالإنجليزية: argument from nonbelief)‏ تعرف أيضاً بـحجة الاختباء الإلهي وهي حجة فلسفية ضد وجود الإله. أساس الحجة هو أنه إذا كان هناك إله موجوداً (ويريد أن يعرف البشر بوجوده)، فإنه كان سيخلق حالة ما بحيث يمكن لكل شخص منطقي الإيمان به، لكن هناك أشخاص منطقيون غير مؤمنين لذا فإن هذا يحتسب ضد وجود الإله. هذه الحجة تشبه حجة الشر التقليدية بأنها تؤكد على عدم التناسق بين العالم الموجود حالياً والعالم الذي يجب أن يوجد إذا كان لدى الإله رغبات معينة مع القدرة على تحقيقها.
كانت هذه الحجة موضوع كتاب شيلينبيرغ في 1993 الاختباء الإلهي ومنطق الإنسان وتم طرحها من قبل فلاسفة آخرين منهم ثيودور درانج.

## مدخل إلى مشكلة الاختباء الإلهي
لموضوع الاختباء أو الاظلام أو الصمت الإلهي تاريخٌ طويل في الإلهيات المسيحية واليهودية.

## حجة شيلينبيرغ اعتمادأ على عدم الإيمان المنطقي
التمثيل المنطقي لهذه الحجة كما يلي:
1. إذا كان هناك إله فهو محب وودود بشكل لامتناهي.
2. إذا كان هناك إله ودود محب، فلن يوجد عدم إيمان منطقي.
3. يوجد عدم إيمان منطقي.
4. لا يوجد إله محب ودود بشكل لا متناهي (من 2 و3).
5. لذا فإنه لايوجد إله (من 1 و4).

في مقالة تراجع الحجة بعد عشر سنين من طرحها لأول مرة ، يكتب شيلينبيرغ أن النقد كان مركزاً بشكل أساسي حول الفرضية الثانية. ويؤكد أن هناك نقداً قليلاً نسبياً يشكك بوجود عدم الإيمان المنطقي، وأنه ليس هناك تقريباً أي فيلسوف ديني يعترض على فكرة أن الإله محب ودود بشكل لامتناه:

### الإله محب ودودٌ بشكل لامتناهٍ
مع أن شيلينبيرغ يقول أنه لم ير أي اعتراضاتٍ ذات أهمية على هذه الفرضية من فلاسفة دينيين، فإنه يوجد بالتأكيد مفاهيم عن الإله مختلفة عن هذا.
يقول ثيودور درانج أن العديد من المؤمنين بالألوهية لا يرون الإله على أنه محب بشكل لا متناهٍ و«يراه بعض المسيحين كرب غاضب مصمم على معاقبة الناس على خطاياهم». ويختم درانج بأن الحجة يجب أن تقدم فقط في حالة الشخص المؤمن بالألوهية والذي يقبل الفرضية الأولى ويؤمن بإله ودود محب بشكل لامتناه.
يعترف أغلب المؤمنين بالألوهية بأن الحب هو مفهوم أساسي محوري في معظم ديانات العالم. وعادة ما يربط الإله مباشرة بالحب مثلاً أغابي. يقترح بعض علماء اللاهوت من مثل إن تي رايت أن شعورنا بالحب هو بحد ذاته دليل على وجود الإله.

### عدم الإيمان المنطقي
بما أن الفرضية الثانية هي الأكثر إثارة للجدل، سنناقش أولاً الفرضية الثالثة: هناك أمثلة عن عدم إيمان منطقي. عندما سؤل بيرتراند راسل عما سيقوله عندما يواجه الله في يوم الحساب، كان رد راسل الشهير «أدلة غير كافية يا الله! أدلة غير كافية!». يمكن أن يكون الشخص يتعامى بعناده عن الأدلة عن الخالق وقد يكون يقصد أن المعرفة بكل ماتملكه من إستدلالات حسية وعقلية لا تكفي للوصول إلى أي نتيجة بخصوص أصل الكون بما في ذلك الإله، لكن هناك الكثيرون من غير المؤمنين يقولون بأنهم قد حاولوا بالفعل الإيمان بالله ولم يستطيعوا لعدم وجود أي أدلة. يميز شيلينبيرغ في حالة عدم الإيمان بين المذنب وغير المذنب، حيث يعرف الأخير بأنه «عدم إيمان يوجد دونما خطأ من الغير مؤمن».
تاريخياً، يوجد تقليد في الكالفينينة يضع اللوم على غير المؤمن. تبنى المعرفة الدينية عند كالفن بوجهة نظره الشخصية على الإحساس بالألوهية (Sense of Divinity)، وهو افتراض بأن وجود الإله محسوس من كل البشر في كل الكون إلا أن وجهة النظر التي يملكها كالفن لا يمكن تطبيقها كإستدلال لكونها نظرة شخصية وباعتبار أن الإحساس هو إحساس تمني مثل التفاؤل أو التشاؤم واللذين كما هو إحساس الرغبة في وجود إله لدى كالفن لا يعبر عن مايمكن أن يكون حقيقة فقد يتفائل الإنسان ويحدث عكس ما تمنى وهذا ينطبق على إحساس الألوهية بأنه تمني لا أكثر. يشرح بول هيلم بوجهة نظر خاصة «يوحي استخدام كالفن للمصطلح احساس بأن معرفة الإله هي موهبة بشرية عامة، فالبشر يخلقون وهم ليسوا فقط قادرين على معرفة الله، بل وهم يعرفونه». وفي هذا التقليد ليس هناك عدم إيمان منطقي أو غير مذنب. يقول جوناثان إدواردز -عالم لاهوتي أمريكي في القرن الثامن عشر- بأنه في الوقت الذي أعطي فيه كل إنسان القدرة على معرفة الإله، فإن الاستخدام الناجح لهذه القدرة يتطلب «نزعة خير حقيقية» وهي استعداد للانفتاح على حقيقة الإله وبذا فإن فشل غير المؤمنين في رؤية «الأشياء الألوهية» سببه «غباء مروع في العقل مصحوب بانعدام تام في للإحساس بحقيقتهم وأهميتهم». إلا أن رأي جوناثان إدواردز هو ما قد يؤكد بأن الإله تمني بشري وليس حقيقة مطلقة فإستعداد الإنسان للانفتاح هو يقتضي هنا إستعداده للانفتاح لروح التمني أو مايشابه لفكرة التفاؤل كتمني والتمني ليس حقيقة بنظر المنكرين لوجود الإله
في الوقت المعاصر يوجد القليل من المؤيدين لهذه الآراء. أحد أسباب هذا وفقاً لستيفان ميتزين، بين علم الإنسان على مدى طويل بأنه في حين أن الإيمان الديني عادة ما يكون في أساسه عالمياً فإن الإيمان بما يمكن أن يعتبره كالفن إلهاً موزع بشكل غير متكافئ على الإطلاق بين الثقافات، على سبيل المثال الإله في البوذية. إذا كان الإله موجوداً فلماذا، كما يقول ميتزين، يتباين شيوع الإيمان بالإله بشكل هائل مع الثقافات والحدود الإقليمية؟
سبب آخر في عدم طرح الفلاسفة لهذا الزعم حالياً هو الاحترام. حيث أن النقاد المعاصرين مثل هاوارد سنايدر والذين ذكروا على كتاب شيلينبيرغ بأنه «حساس دينياً»، هم أيضاً حساسون بشكل مشابه نحو غير المؤمن كما كتب هاوارد سنايدر:↵رغم أن بعض غير المؤمنين يفتقدون نزعة الخير الحقيقية فإن الدليل التجريبي يشير بقوة إلى أن آخرين يمتلكونها بما أنه يسعون سعياً حثيثاً نحو حقيقة الإله ويحبون الخير كما يقيمون الدليل بتروٍ. وإذا كان عندهم تحيز فهو للإله وليس ضده. اختلاف الإدراك والتعليم والتساؤلات ولد إيمانًا وعدم إيمان. فإن إتهام هؤلاء لهؤلاء لا ينبع عن معرفة بما في قلب الآخر ولكن بتحيز فكري للإدراك الذاتي. فقد يكون غير المؤمن باحثًا عن الحقيقة بل وفاتح صدره لها تمامًا كما هو حال المؤمن. مما يدل على أنه بالفعل يوجد عدم إيمان منطقي يتمثل في إدراك غير المؤمن والحاجة للإيمان بالإله فغير المؤمن لا يرى أن للتمني حقيقة بل يبحث عن الأدلة الحسية والعقلية للموجودات ولا يصل بذلك للإله.

### الإله المحب بشكل لامتناهٍ كان ليمنع عدم الإيمان المنطقي
كان النقد الحقيقي للحجة موجهاً للقول بأنه إذا وجد إله محب بشكل لامتناه، فإنه لن يوجد عدم الإيمان المنطقي. يحاجج شيلينبيرغ في خطوتين. يزعم أولاً أن الإله المحب الودود سيمكن البشر من المشاركة في علاقة معه ثم بقوله أن الإيمان بهذا الإله هو شرط ضروري لكي تحصل هذه العلاقة، يستنتج بأن إله محباً ودوداً كان ليمنع عدم الإيمان. حيث يقول:
ويشرح نظرته بقوله أن مفهوم الحب الإلهي يمكن تكوينه بالاستقراء من أفضل مناح الحب في علاقات البشر، ويبين التناظر مع الحب الأبوي اللامنتاه:
ثم يستنتج بأنه، من طرح أن الإله ينزع إلى تمكين المخلوقات من المشاركة في علاقة معه، ينتج الزعم بأنه في حال وجود إله محب بشكل لامتناه، فإن المخلوقات ستؤمن دائماً به. هذا الاستنتاج يبرره شيلينبيرغ على أساس أن الإيمان بوجود الإله ضروري للمشاركة في علاقة ذات معنى معه. وهو يحاجج أيضاً أنه بما أن الإيمان غير إرادي، فإن هذه المخلوقات يجب أن يكون لديها دائماً دليل «كاف سببياً» لهكذا إيمان:

## حجة عدم الإيمان لدرينج
اقترح ثيودور درينج نسخة مختلفة من حجة عدم الإيمان في عام 1996. يعتبر درينج أن عملية التفريق بين غير المؤمن المذنب وغير المذنب ليست بذات أهمية، ويحاول أن يحاجج بأن وجود غير المؤمن بحد ذاته هو دليل ضد وجود الإله. فيما يلي تمثيل شبه رياضي للحجة:
1. إذا كان الإله موجوداً فإن الإله:
  1. يريد أن يؤمن جميع البشر بأن الله موجود قبل أن يموتوا،
  2. يمكنه أن يخلق حالة أو وضعاً ما يؤمن خلاله جميع البشر بأن الله موجود قبل أن يموتوا،
  3. لايرغب بأي شيء يمكن أن يعارض أو يكون بذات أهمية رغبته بأن يؤمن جميع البشر بأن الله موجود قبل أن يموتوا،
  4. يتصرف دائمًاً بحسب ما يريده بشدة أكثر.
2. إذا كان الإله موجوداً، فإن كل البشر سيؤمنون بذلك قبل أن يموتواً (من 1).
3. لكن ليس كل البشر يؤمنون بوجود الإله قبل أن يموتوا.
4. لذا فإن الإله غير موجود (من 2 و3).